# Krakauer Aufstand des Vogtes Albert
Im Aufstand des Vogtes Albert in Krakau in den Jahren 1311/12, an dem auch die verbündeten Städte Sandomir und Wieliczka teilnahmen, versuchte die 1257 nach Magdeburger Recht wiedergegründete Stadt Krakau unter Führung ihres Bürgertums, sich von landesherrlicher Bevormundung zu befreien. Dies kam beispielsweise durch die vom Vogt (lateinisch Advocatus, polnisch Wójt) ausgeübte Rechtsprechung über die wichtigen Krakauer Salinen (Salzbergwerk Wieliczka und Bochnia) zum Ausdruck. An dem Aufstand nahmen allerdings nicht alle Patrizier teil.

## Vorgeschichte
Zu dem Aufstand kam es nach jahrelangen Streitigkeiten um den polnischen Thron durch den gewaltsamen Tod des böhmischen Königs Wenzels III., der zugleich Titularkönig von Polen war. Nach dem Mongolensturm hatten die polnischen Herrscher viele deutsche Siedler mittels der Deutschen Ostsiedlung ins Land geholt, um die betroffenen Gebiete wieder aufzubauen. Im wiedergegründeten Krakau durften nur Deutsche das Bürgerrecht erwerben. Schlesien hatte sich Böhmen bzw. dem Reich zugewandt, 1308 erfolgte die Übernahme von Danzig durch den Deutschen Orden.

## Aufstand und Niederschlagung
Der Aufstand der Krakauer Bürger war prodeutsch und antipolnisch, sowohl in politischer als auch in kultureller Hinsicht. Auf kirchlicher Seite beteiligt waren Johann Muskata, der deutschstämmige Bischof von Krakau, sowie einige von deutschen Mönchen dominierte Klöster in Kleinpolen. Zu den Unterstützern des Aufstands gehörte auch der Oppelner Herzog Bolko I., der 1312 vom böhmischen König Johann von Luxemburg zum Statthalter von Krakau ernannt wurde. Der Herzog von Krakau Ladislaus Ellenlang; (später ab 1320 König von Polen) – schlug den Aufstand nach einjähriger Belagerung mit großer Strenge nieder, nicht zuletzt um eine Hinwendung der Stadt nach Westen zu unterbinden. Die nachfolgenden Repressionen brachen die politischen Bestrebungen der Städte, insbesondere Krakaus, dauerhaft.

## Folgen für die Deutschen
Das Haus des Vogtes Albert, der ins böhmische Exil geflüchtet war und dort 1317 starb, wurde abgerissen. Die Loyalität der Bürger wurde durch einen einfachen polnischen Sprachtest überprüft: wer soczewica, koło, miele, młyn nicht fehlerfrei nachsprechen konnte, galt als schuldig. Viele Deutsche wurden verbannt oder wurden Opfer von Ausschreitungen. Über Vogt Albert wurde mit De quodam advocate Cracoviensi Alberto ein „germanophobes“ Gedicht verfasst. Jakub Świnka, der Erzbischof von Gnesen, klagte Bischof Johann Muskata als „Feind des polnischen Volkes“ an, drängte den Einfluss ausländischer (insbesondere deutscher) Kleriker zurück und förderte die Besetzung kirchlicher Ämter mit Polen. Laut dem britischen Historiker Norman Davies zeigten sich bei dieser Auseinandersetzung erste Anzeichen eines polnischen Chauvinismus. Dennoch hatten Deutsche noch in den nächsten Jahrzehnten das Amt des Stadtvogts inne und besaßen die Mehrheit im Stadtrat. Weiterhin wurden die Ratsdokumente auf Deutsch verfasst. Der Anteil der Deutschen an der Krakauer Bürgerschaft blieb bis gegen Ende des 15. Jahrhunderts bei etwa 35 Prozent. Polnische Historiker schätzten die Zahl der Deutschen in Krakau für die Mitte des 14. Jahrhunderts auf etwa 3 500 Personen.
Krakau wurde für einige Zeit eine Hansestadt, auch viele deutsche Studenten kamen nach Krakau. Noch im Jahre 1505 wurden die Gesetze der Handwerkergilden in Krakau in deutscher Sprache geschrieben, wie man im noch vorhandenen Balthasar-Behem-Kodex erlesen kann.

## Literarische Verarbeitung
Der Historiker Raimund Friedrich Kaindl verarbeitete 1914 das Thema des Aufstands in seinem ersten Roman Die Tochter des Erbvogts. Roman aus Krakaus deutscher Zeit. Das Werk von „recht schlichter Qualität“ steht in der Tradition deutscher Professorendichtung, wie beispielsweise Felix Dahn. Die Geschichte wird dabei einseitig aus deutscher Sicht dargestellt, die Niederlage schreibt er der inneren „Zwietracht“ unter den Deutschen zu.